# Francesco del Giocondo
Francesco di Bartolomeo di Zanobi del Giocondo (Florence, ca. 1465 - aldaar, 1539) was een  Florentijnse textielhandelaar. In het beroemde portret, de Mona Lisa, heeft Leonardo da Vinci waarschijnlijk Giocondo's echtgenote Lisa Gherardini del Giocondo afgebeeld. 

## Leven
Del Giocondo kwam uit een vrij welstellende familie van zijdehandelaars en nam zelf ook dat beroep op. Hij trouwde in 1491 en 1493, maar telkens stierven zijn echtgenotes in het kraambed. Zijn derde huwelijk op 5 maart 1495 met de vijftienjarige Lisa Gherardini was gelukkiger. Ze hielden vijf kinderen boven de doopvont, maar vier van hen stierven vóór 1507. Twee van hun dochters werden nonnen. Bartolomeo, een zoon van Del Giocondo uit zijn huwelijk met Camilla di Mariotto Rucellai, groeide ook op in het gezin.
In 1499 werd Del Giocondo verkozen als één der Dodici Buonomini van de Florentijnse republiek. Zijn gezin verhuisde in 1503 van een gedeelde woning naar een eigen huis. Dat was ook het jaar waarin bij Da Vinci een portret van de vrouw des huizes werd besteld, dat evenwel onbetaald bleef en niet is geleverd.
In 1538 overleed Del Giocondo aan de pest. Het jaar voordien had hij zijn vrouw begunstigd bij testament. Een andere bron plaatst zijn dood in 1539. Hij werd met twee zonen begraven in de Basilica della Santissima Annunziata in Florence. Zijn graf werd in 2013 geopend met het oog op DNA-extractie.
- International Standard Name Identifier: 0000 0000 4119 8202
- Library of Congress Control Number: n2005004236
- Nationale Bibliotheek van Israël: 987007455390905171
- Virtual International Authority File: 46164055
- WorldCat: E39PCjv7wQ7HGd4DBTkMxHqD9C